# Trachyusa szepligetii
Trachyusa szepligetii är en stekelart som beskrevs av Papp 1967. Trachyusa szepligetii ingår i släktet Trachyusa och familjen bracksteklar. Inga underarter finns listade i Catalogue of Life.